# Langzehen-Faulvogel
Der Langzehen-Faulvogel (Cyphos macrodactylus, Syn.: Bucco macrodactylus), auch Braunkappen-Faulvogel genannt, gehört innerhalb der Ordnung der Spechtvögel zur Familie der Faulvögel und stellt die einzige Art der somit monotypischen Gattung Cyphos dar.

## Merkmale
Der Langzehen-Faulvogel besitzt einen kompakten Körperbau mit großem Kopf und sehr kurzem Hals. Sein Schwanz ist leicht gegabelt und seine Flügel sind verhältnismäßig breit. Die Füße sind kurz und dunkelgrau, die Zehen sind paarig angeordnet. Der kräftige graue Schnabel des Vogels ist kurz und endet in einem Haken, am Schnabelansatz stehen einige Borsten. Die großen Augen stechen mit ihrer roten Iris aus dem eher bräunlichen Gefieder hervor. Sie sind von einem dunkelgrauen, unbefiederten Augenring umgeben. Der Kopf hat zwei schwarze Bänder. Das Erste befindet sich unterhalb des Auges, das Zweite ist am Kinn. Über dem Auge und zwischen den Bändern ist das Gefieder beige bis weiß, zum Schnabel hin wird es orange. Der Vogel hat einen braunen Oberkopf, die bis zum gelbbraunen Nacken reicht. Die beige Unterseite besitzt viele, dicht beieinander stehende, graue Zickzackbänder. Diese sind auf den Flügeln undeutlicher ausgeprägt. Der Schwanz ist hellbraun. Der Langzehen-Faulvogel erreicht eine Körperlänge von etwa 14 Zentimetern.

## Lebensweise
Der Langzehen-Faulvogel ist ein Einzelgänger. In der Brutzeit kommt er jedoch paarweise vor. Er sitzt auf einer niedrigen Warte und sucht den Boden nach Insekten ab. Dann stürzt er sich auf sein Opfer, landet, nimmt es in den Schnabel und fliegt auf seine Warte zurück.
Das Weibchen legt zwei bis drei weiße Eier in den Bau von Baumtermiten oder in eine selbst gegrabene Höhle am Boden oder an einer Böschung. Oft wird der Eingang der Niststätte mit Blättern und Zweigen getarnt.

## Lebensraum und Verbreitung
Der Langzehen-Faulvogel lebt in lichten Wäldern, an Waldrändern und in den Baumsavannen Südamerikas. Er kommt im Westen Brasiliens, in Bolivien, Peru, Ecuador, Kolumbien und in Venezuela vor. Er ist oft in Gewässernähe anzutreffen. Laut IUCN ist die Art  (=least concern – nicht gefährdet).

## Unterarten
Die Abgrenzung der Population aus dem Süden Venezuelas im Gebiet des Río Caura als eigene Unterart Cyphos macrodactylus caurensis (Cherrie, 1916) ist umstritten.

## Forschungsgeschichte
Johann Baptist von Spix unternahm in den Jahren 1817 bis 1820 im Auftrag des Königs Maximilian I. von Bayern eine Forschungsreise nach Brasilien. Zusammen mit dem Botaniker Carl Friedrich Philipp von Martius bereiste er als Zoologe das Amazonasbecken und brachte als Erster viele präparierte Exemplare unbekannter Tierarten aus diesem Gebiet nach Europa, darunter eine Reihe von Vogelbälgen, die er in zwei Bänden in den Jahren 1824 und 1825 beschrieb, darunter Cyphos macrodactylus. 1826 verstarb Spix, vermutlich an einer Tropenkrankheit. Seine Typusexemplare werden in der Zoologischen Staatssammlung München aufbewahrt. 1827 beschrieb sein Assistent und Nachfolger Johann Georg Wagler den Langzehen-Faulvogel nochmals unter dem Namen Capito cyphos. 1863 stellten Jean Louis Cabanis und Ferdinand Heine junior den Faulvogel als Argicus macrodactylus wieder in eine eigene, monotypische Gattung. 1906 wurden die von Spix wegen seiner Krankheit teilweise nur oberflächlich beschriebenen Vögel von Carl Eduard Hellmayr einer Revision unterzogen. Dabei wurde der Langzehen-Faulvogel als Bucco macrodactylus in die Gattung Bucco gestellt. Je nach Ansicht der Autoren wurde der Langzehen-Faulvogel fortan als Argicus macrodactylus von den anderen Gattungen getrennt, oder als Bucco macrodactylus in die Gattung Bucco gestellt, die als „Urtypus“ der Bucconidae gilt. Nach heutiger Ansicht sind die Unterschiede zu den anderen Faulvögeln, darunter der kurze und kompakte Schnabel des Langzehen-Faulvogels, ausschlaggebend dafür, ihn in eine eigene Gattung zu stellen. Diese erhielt den ursprünglich von Spix vorgeschlagenen Namen Cyphos.